# Literární žánr

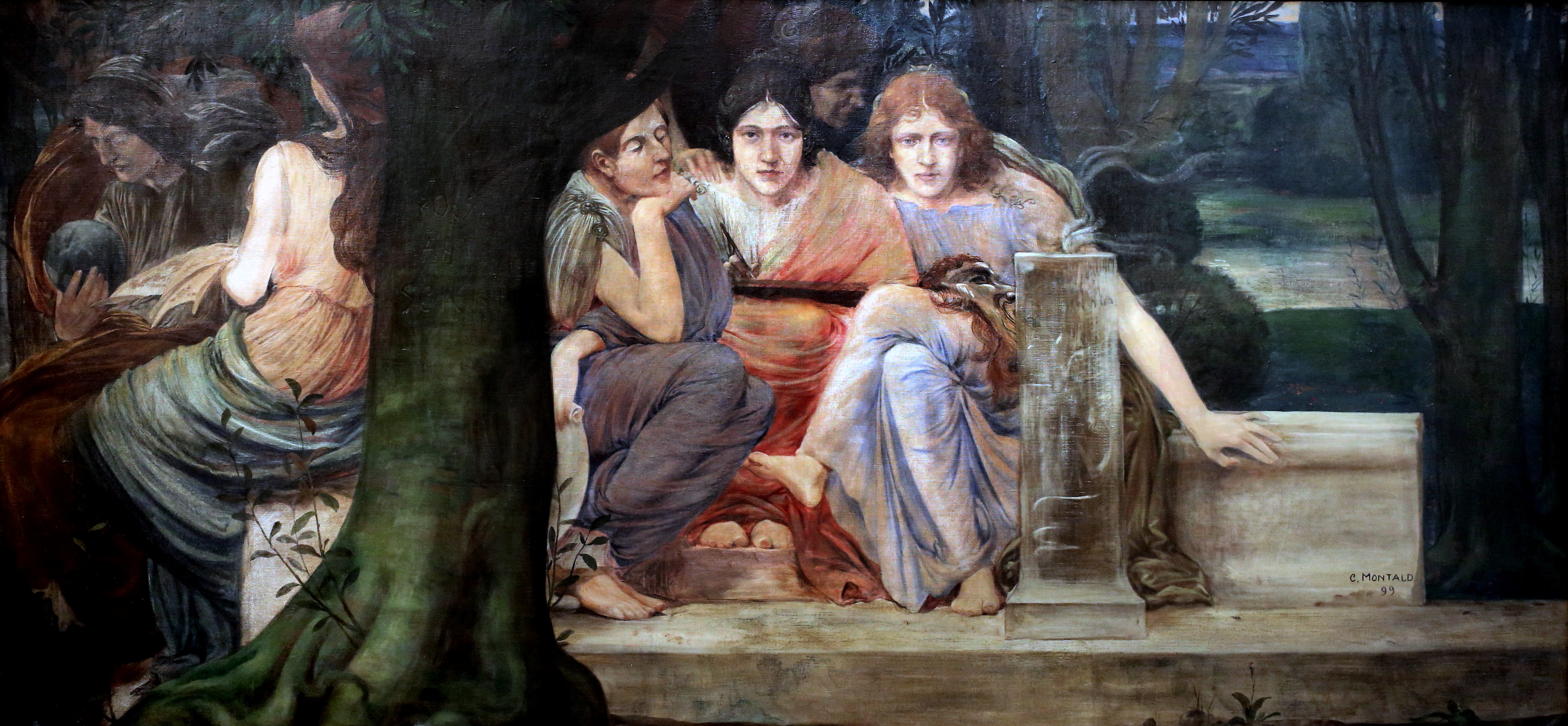
Konstant Montald: Alegorie literárních žánrů (1899)

Literární žánr (z fr. genre – rod) je označení skupin literárních děl, jež mají společné znaky definované různými kritérii. Tato kritéria mohou být tzv. povrchová – např. kompozice, téma a motivy, jazykové prostředky, důležitý je tzv. chronotop literárního díla, ale také typ čtenáře (literatura pro děti a mládež) a afekt, který dílo vyvolává (strach u hororu) atd., nebo hlubinná, kde se za podstatu žánru označuje archetyp (u Northropa Frye) nebo antropologické založení (tzv. jednoduché formy A. Jollese atd.). José Ortega y Gasset chápe žánr jako „jediný možný způsob, jak [téma] vyslovit plně … navzájem neredukovatelné, nutné a zásadní estetické téma … široké úhly pohledu na klíčové aspekty lidského života“, „jednotlivé umělecké formy vznikají z odlišných interpretací člověka člověkem“. (Meditace o Quijotovi, s. 65 a 90). Žánr lze také chápat jako literární vyjádření určité antropologické nebo psychologické konstanty (tak uvažoval např. Wilhelm Dilthey, Julia Kristeva dokonce definuje žánr na rovině psychoanalytické), tedy jako výraz čehosi, co předchází nejen literaturu, ale i umění jako takové, a co propojuje literaturu s obecně antropologickými kategoriemi.
Od žánrů v jiných uměleckých druzích se žánr literární liší jednak tím, že literatura je dějové a zobrazovací umění a jako taková nabízí větší škálu relevantních prostředků vyjádření, jednak propracovanou strukturou (od antiky: mezi nejstaršími díly žánry se zabývajícími je Aristotelova Poetika), zmínku o žánrech však nalezneme už u Platóna v jeho Ústavě (odlišování tzv. mimesis a diegesis). Důsledkem je fakt, že literární žánr je důležitý jak pro genezi (vznik) díla, tak pro jeho vnímání (recepci): čtenáři podle určitých znaků poetiky daného díla rozpoznají, o který žánr se jedná, a tomu uzpůsobí vnímání díla. Např. Škvoreckého Legenda Emöke, jakkoli de facto není legenda, bude svého čtenáře k tomuto žánru při vnímání orientovat, a to na základě názvu (název díla je jedním ze žánrových znaků). Podobně fungují např. postmoderní texty, které začínají např. typickou pohádkovou frází „Bylo nebylo“ atd., ačkoli jako pohádka nepokračují; čtenářovo vnímání už je nicméně žánrem pohádky ovlivněno.
V rámci literární vědy se žánry zabývá genologie.
V současné době se v literární vědě etabloval tzv. trojrovinný model, který rozlišuje
- literární druhy (lyrika, epika a drama),
- žánry (jakožto nižší jednotku) a
- žánrové varianty (jako jednotku nejnižší).

Například: v rámci epiky (druh) je román (žánr) a v jeho rámci pak román budovatelský (varianta). Tento taxonomický model může být doplněn ještě pojmem modus, případně obecnými estetickými kategoriemi.
V dějinách literatury byl koncept žánru jak přijímán, tak odmítán, a to střídavě nebo i současně.
- odmítán – směr se nazývá genologický nominalismus a jeho zastáncem byl např. italský učenec Benedetto Croce. Epochy, které jej odmítají, stírají hranice mezi jednotlivými žánry, libují si v překračování žánrových hranic, ale i např. ve stírání hranice mezi realitou a fikcí, jako romantismus nebo postmoderna;
- přijímán – směr se jmenuje genologický realismus (pojmenování směrů navazuje na středověký filosofický spor o univerzálie) – a je chápán jako neměnný a závazný, např. v klasicismu). Epochy, které pojem žánru přijímaly, budovaly složitý a závazný systém žánrů.